# Dysonans poznawczy
Dysonans poznawczy – stan nieprzyjemnego napięcia psychicznego, pojawiający się, gdy jednocześnie występujące elementy poznawcze, dotyczące poznawanego zjawiska, wydarzenia (np. obrazy, dźwięki, opinie i komentarze osób towarzyszących) są niezgodne ze sobą. Dysonans może wystąpić także, gdy zachowania osób nie są zgodne z postawami tych osób w przeszłości. Stan dysonansu wywołuje dyskomfort i napięcie motywacyjne co za tym idzie związane z nim zabiegi, mające na celu zredukowanie lub złagodzenie napięcia. Może się to objawiać potrzebą zagłuszenia, zignorowania obrazu, lub dowolnego innego z wybranych bodźców, w tym informacji i opinii przekazywanych przez osoby towarzyszące procesom poznawczym.  

## Historia
Teoria dysonansu poznawczego stworzona została w pierwotnej wersji przez Leona Festingera w 1957. Rozwijana dalej między innymi przez Andrzeja Malewskiego, Jacka Brehma i uczniów Festingera Elliota Aronsona, Merrilla Carlsmitha.

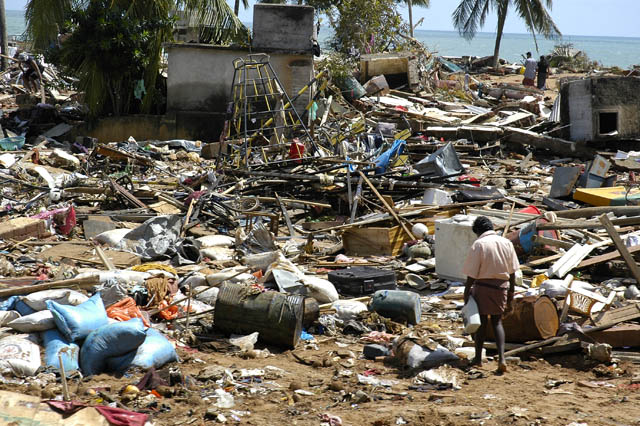
W rejonach epicentrum szerzyły się pogłoski o rychło nadchodzącej pomocy. W rejonach, gdzie wstrząsy były odczuwalne, ale niegroźne, rozpowszechniały się pełne obaw plotki o nadchodzących kolejnych nieszczęściach.

Festinger twierdził, że wpadł na pomysł swojej teorii po tym, jak dowiedział się o trzęsieniu ziemi z 1934 r. w Indiach. Bezpośrednio po kataklizmie w okolicznych wioskach, których mieszkańcy nie zostali dotknięci szkodami, lecz odczuwali dość silne wstrząsy, pojawiły się plotki o rychłym nadejściu kolejnych katastrof. W tym czasie wśród mieszkańców dotkliwie poszkodowanych (epicentrum) rozchodziły się plotki o rychłym nadejściu pomocy rządowej. Podręcznik psychologii społecznej przytacza słowa Festingera:
„Czy przypadkiem plotki osób na peryferiach nie stanowiły sposobu na usprawiedliwienie swojego lęku? Czy system poznawczy człowieka nie działa tak, aby znaleźć uzasadnienie dla obaw mimo braku realnych sygnałów zagrożenia? Ten pomysł – być może ludzie dopasowują obraz świata, w którym żyją do tego, jak się w danym momencie czują lub co robią – stał się zalążkiem teorii dysonansu poznawczego”.
Teoria Festingera zaliczana jest obecnie (2007) do ważniejszych teorii z zakresu psychologii społecznej , ze względu na:
- tworzenie nieoczywistych przewidywań co do zachowania ludzi,
- zbudowanie podstawy teoretycznej do przeprowadzenia wielu oryginalnych eksperymentów (patrz niżej) oraz
- danie impulsu do rozwoju innych, konkurencyjnych lub uzupełniających teorii psychologicznych (zobacz na przykład: teoria autopercepcji, model utrzymywania samooceny, teoria autoafirmacji, teoria samopotwierdzania i in.).

Dzięki teorii dysonansu przewidziane, opisane i zbadane zostały takie zachowania ludzi, które w świetle potocznej wiedzy psychologicznej (a także teorii dominujących w psychologii lat 50. XX wieku) są bardzo trudne do wyjaśnienia. Okazało się na przykład, że:
- ludzie, którym mało płaci się za ich kłamstwa, wierzą w nie bardziej niż ci, którzy czerpią z nich duże zyski;
- wykonywanie nieprzyjemnej czynności na prośbę nieakceptowanej osoby prowadzi do polubienia tej czynności;
- wysokie nagrody wręczane za wykonywanie działań, które w dodatku są przyjemne, sprawiają, że przestajemy lubić te działania[a];
- srogie kary mogą podnieść atrakcyjność zakazanych czynności, nawet jeśli same te czynności są szkodliwe lub niemoralne itd.

## Główne założenie
Podstawowym założeniem w teorii dysonansu poznawczego jest pojawianie się nieprzyjemnego napięcia psychicznego, gdy u danej osoby występują (lub dotrą do niej) sprzeczne elementy poznawcze (mogą to być twierdzenia, przemyślenia, postawy, informacje, oceny, zachowania itp.).
Dysonans poznawczy można nazwać popędem, bowiem jego wpływ na zachowanie jest taki, jak podstawowych popędów człowieka (np. głodu, pragnienia, bólu): wywołuje ogólną mobilizację organizmu, motywuje do zachowań, których celem jest zmniejszenia napięcia, oraz wywołuje antycypacyjne unikanie (czyli uczenie się reakcji na bodźce skojarzone z pojawieniem się dysonansu).

### Przykłady pojawienia się dysonansu i jego redukcji

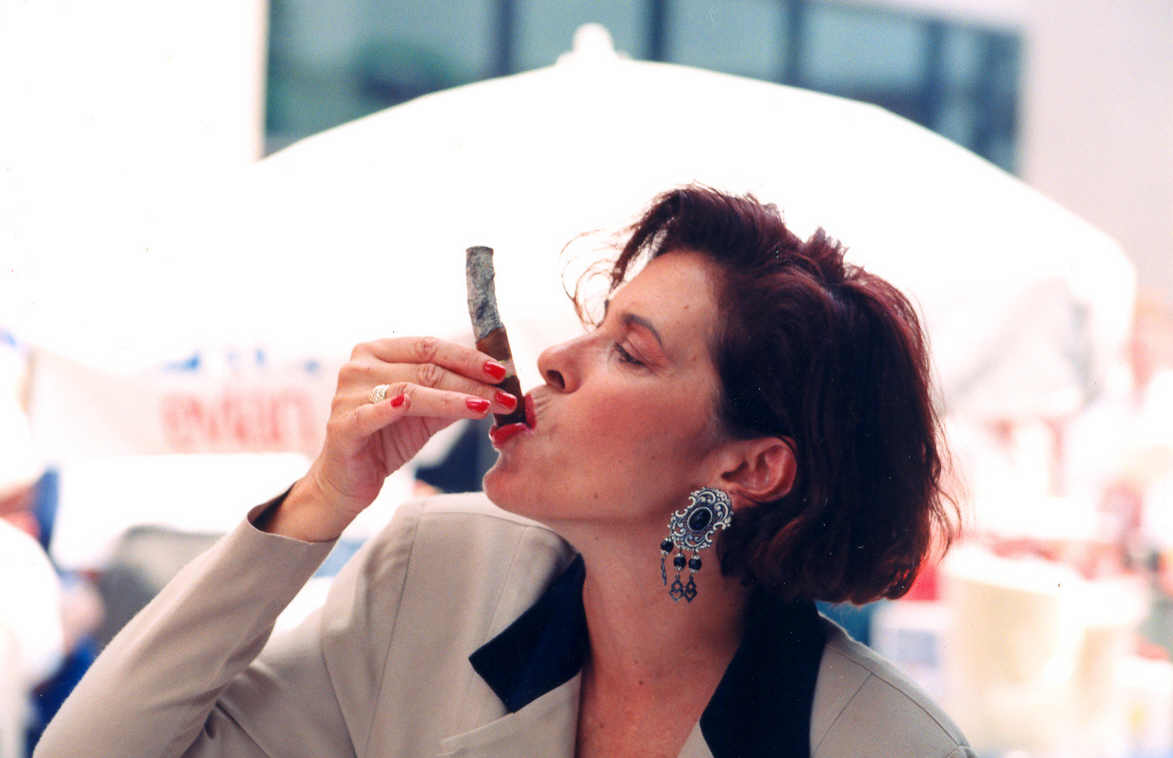
Palacze mają inne zdanie na temat szkodliwości palenia niż osoby niepalące, mimo równego dostępu do rzetelnych badań na temat konsekwencji palenia

- Palę papierosy i dowiaduję się, że wywołują one wiele chorób. W związku z tym np. podważam zasadność twierdzeń o szkodliwości palenia – „Moja babcia ma 90 lat, od 70 lat pije, pali i... żyje”. Dysonans zostaje zredukowany. Odkryto na przykład, że prawie wszyscy niepalący zgadzają się z tym, że palenie jest szkodliwe, a wśród osób palących zgadza się z tym tylko połowa badanych[4].
- Stosuję wobec swojego dziecka kary cielesne, ale mój dobry znajomy mówi mi, że to źle. Dysonans może być zredukowany poprzez przekonanie siebie, że to co się robi z dzieckiem, to nie jest żadne bicie – lecz „zwykłe klapsy”.
- Zerwanie przyjaźni (zobacz też: model utrzymywania samooceny).
- Uważam, że należy być dobrym i życzliwym człowiekiem, ale odmawiam dania drobnych pieniędzy żebrakowi, który mnie o to prosi. „To zwykły naciągacz i darmozjad, pewnie potrzebował na piwo. Podobno niektórzy żebracy jeżdżą mercedesami” – zaczynam myśleć.
- Jestem przekonany o moich zdolnościach intelektualnych, ale bardzo źle wypadam w rozwiązaniu testu inteligencji. „Miałem wyjątkowo zły dzień”, „Jedna pomyłka każdemu może się zdarzyć” itp.
- Mam pewien pogląd religijny i uważam się za osobę bardzo religijną, ale dowiaduję się, że stanowisko, np. papieża w pewnej sprawie jest zupełnie inne niż moje. Widocznie się mylił – zaczynam myśleć.
- Zamierzam wyjść za mąż. Mam do wyboru bogatego i mało inteligentnego Adama oraz biednego i mądrego Janka. Po wybraniu Janka uważam inteligencję za bardziej istotną. „Dorobić się zawsze można, a inteligencji się nie zyska”.
- Piłkarze drużyny będącej faworytami spotkania, zaskakująco przegrywają mecz lub go remisują. Swoją wpadkę tłumaczą np. złym stanem murawy, przyznaniem przeciwnikom tzw. rzutu karnego „z kapelusza” (lub vice versa – twierdzą, że to im sędzia winien podyktować jedenastkę, lecz tego nie uczynił), bądź też tym, że w ostatnim czasie zawodnicy ci rozegrali wiele spotkań i brakło im sił.

Motywacja wzbudzona przez dysonans jest tym silniejsza, im:
- bardziej wyrazista jest niezgodność między dwoma elementami poznawczymi,
- przywiązywana do nich jest większa waga,
- bardziej powiązane są z innymi przekonaniami czy strukturami poznawczymi.

### Sposoby redukowania dysonansu
Gdy wzbudzony zostaje dysonans, dana osoba motywowana jest do jego redukowania i przywrócenia zgodności między sprzecznymi informacjami.
Może to być osiągane przez:
1. Zmianę jednego z elementów będących ze sobą w kolizji. Palacz, który dowiaduje się, że jest to szkodliwe, może rzucić palenie lub odrzucić informację o szkodliwości palenia (albo unikać myślenia o niej).
2. Przeformułowanie znaczenia jednego z elementów, które są ze sobą niezgodne. Na przykład palacz może twierdzić, że pali, ale tylko papierosy light, które uważa za nieszkodliwe. Bądź też, że „Życie też jest szkodliwe dla zdrowia, nie tylko papierosy” – właściwie wszystko jest szkodliwe, cukier, sól, brak cukru, nadmiar witamin itp., przez co zmienia znaczenie słowa „szkodliwe”.
3. Dodanie nowego elementu poznawczego, którego zadaniem jest zredukowanie sprzeczności między dotychczasowymi elementami. Palacz może twierdzić, że palenie go uspokaja i rozluźnia (czyli jest zdrowe). Może zacząć uprawiać sport lub twierdzić, że zawsze wchodzi na siódme piętro piechotą, a te jego wysiłki niwelują szkodliwość palenia.

## Przewidywania
Za pomocą teorii dysonansu poznawczego można wyjaśnić zachowania człowieka należące do różnych obszarów.

### Niezgodność między zachowaniem a przekonaniami
Jedna z najczęstszych rozbieżności występuje między postawami i wartościami z jednej strony, a zachowaniami z drugiej. Gdy człowiek uświadamia sobie, że postępuje niezgodnie z własnymi przekonaniami, odczuwa przymus przywrócenia harmonii.
Eksperyment. Badani proszeni byli o wykonanie wyjątkowo nudnego zajęcia (przez godzinę pokręcali drewnianą gałką), przy czym część z nich otrzymywała za to niewielką zapłatę (1 dolara) bądź wysoką zapłatę (20 dolarów). Po „zakończeniu” eksperymentu proszono badanego o przekonanie kolejnej osoby, że wykonywana przez niego czynność była bardzo interesująca (eksperymentator mówił do badanego, że doświadczenie ma sprawdzić wpływ oczekiwań na poziom wykonywania zadania, dlatego ważne jest, aby kolejna osoba myślała, iż zadanie jest bardzo zajmujące. „Niestety zachorował mój pomocnik” – dodawał badacz: „Czy mógłby Pan/Pani powiedzieć kolejnej osobie, że zadanie jest ciekawe?”).
Jest to sytuacja wymuszonej uległości – badanym szalenie trudno odmówić uprzejmej prośbie eksperymentatora, którego traktują jak autorytet (zobacz: eksperyment Milgrama i wpływ autorytetu). Mimo to mają wrażenie, że dokonują wolnego wyboru, bez uczucia przymusu. Badani okłamywali więc kolejną osobę, mając wrażenie, że robią to z własnej woli.
Następnie proszono ich o wypełnienie kwestionariusza, w którym zadawano między innymi pytanie o to, ile satysfakcji naprawdę przyniosło im „kręcenie drewnianymi gałkami”.
Oczekiwania. Zgodnie z intuicyjną wiedzą psychologiczną, im więcej zysków ktoś czerpie z wykonywania danej czynności, tym bardziej pozytywnie będzie ją oceniać. W związku z tym osoby, które dostały dużo pieniędzy, powinny były bardziej pozytywnie ocenić „kręcenie drewnianymi gałkami” niż te, którym nie zapłacono w ogóle lub bardzo mało. Takie przewidywania tworzone są również na gruncie teorii królującej w psychologii eksperymentalnej pierwszej połowy XX wieku – teorii warunkowania sprawczego.
Teoria dysonansu poznawczego przewiduje jednak, że w tej sytuacji uaktywnią się inne mechanizmy psychologiczne. Badany okłamuje kolejną osobę informując ją, że zadanie jest ciekawe. W związku z tym przeżywa dysonans poznawczy: „Bezinteresownie okłamałem Bogu ducha winnego człowieka? Czemu tak zrobiłem? Czyżbym był nikczemnym łgarzem?” Te myśli są w dysonansie z przekonaniem o byciu dobrą i uczciwą osobą, które żywi większość ludzi (zobacz: autowaloryzacja). Osoby, którym płaci się bardzo dużo za uczestniczenie w badaniu, mogą częściowo złagodzić pojawiający się dysonans poprzez dodanie kolejnego elementu poznawczego – „Skłamałem, bo mi za to dużo zapłacono, każdy zrobiłby tak na moim miejscu. Byłbym głupi, gdybym tego nie zrobił”. (zobacz: punkt trzeci w sekcji Sposoby redukowania dysonansu). Badani, którym płaci się bardzo mało, nie mają zewnętrznego uzasadnienia dla swojego postępowania: trudno im usprawiedliwić swoje kłamstwo. Aby więc nie wyjść na osoby nieuczciwe we własnych oczach, przekonują siebie, że zadanie naprawdę sprawiło im frajdę, w związku z czym to, co powiedziały, nie było kłamstwem. Stąd powinno nastąpić podwyższenie oceny ciekawości „kręcenia drewnianymi gałkami” zwłaszcza u osób, którym płaci się mało.
Wynik. Okazało się, że wszyscy badani, którzy dopuścili się kłamstwa, oceniali zadanie jako ciekawsze, niż osoby z grupy kontrolnej (miały one ocenić wykonywaną czynność). Dodatkowo ludzie, którym płacono mniej za uczestniczenie w eksperymencie, oceniali godzinne „kręcenie drewnianymi gałkami” jako o wiele bardziej zajmujące niż ci, którym płacono dużo. Potwierdza to założenia teorii dysonansu.
Wnioski. Badanie pokazuje, że jeśli ktoś angażuje się w działanie niezgodne z jej postawami, robi to z własnej woli lub jest przekonana, że dokonywała wolnego wyboru, i nie może swojego zachowania wyjaśnić poprzez czynniki sytuacyjne (np. przymus, zapłatę, wyższą konieczność itp.), to jej postawy zostają dostosowane do tych zachowań. W teorii dysonansu poznawczego twierdzi się, że człowiek przeżywa przykre napięcie związane z konstatacją: „Co innego myślę, a co innego robię”. Ponieważ zachowania nie da się już zmienić, to dostosowaniu ulegają postawy (o innych teoriach tłumaczących zjawisko dostosowywania się postaw do zachowań zobacz sekcja: Dysonans poznawczy a teoria autopercepcji).
Dysonansowe dostosowywanie postaw do zachowań zbadano w bardzo wielu eksperymentach, m.in.:

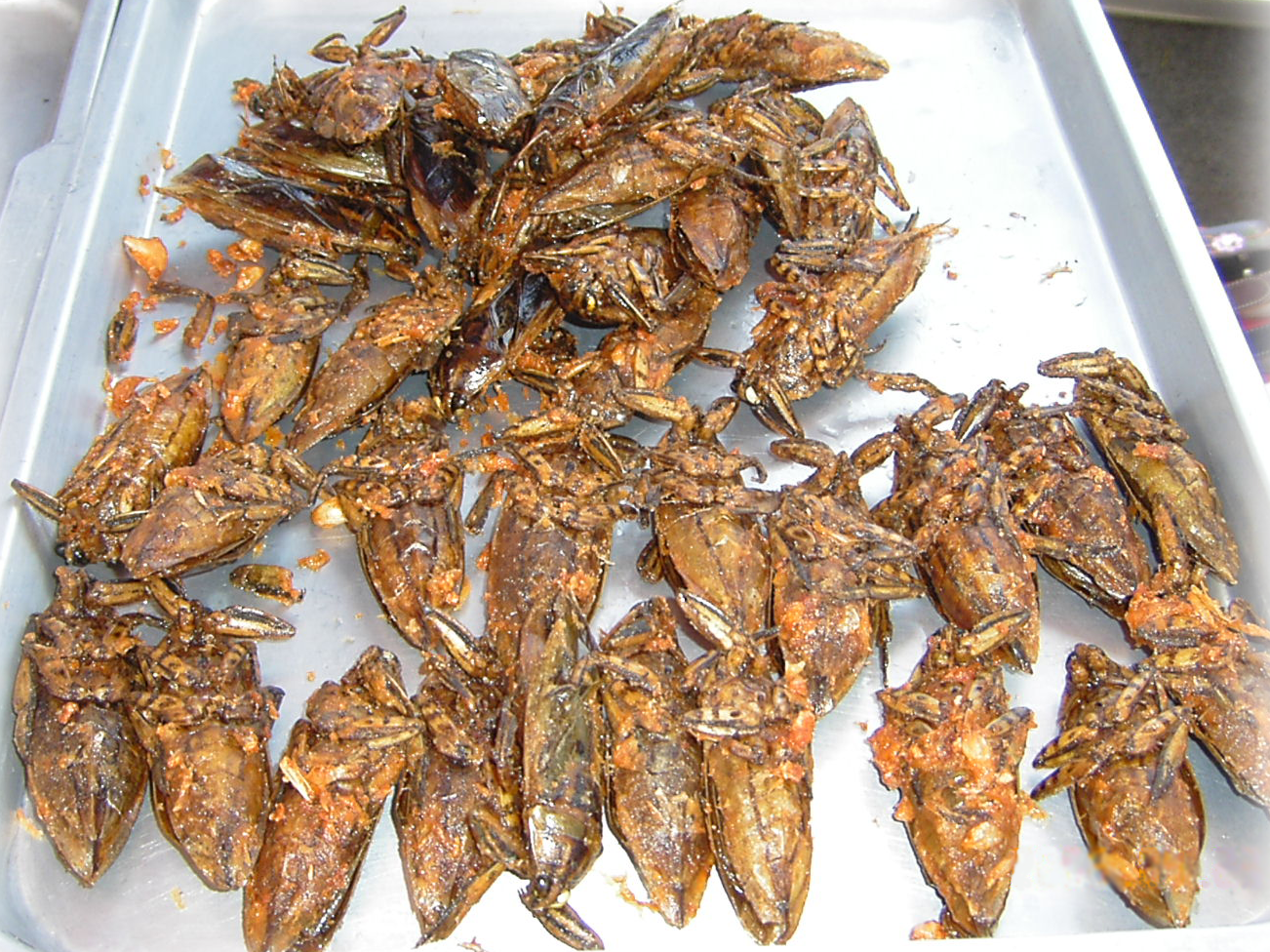
Zjedzenie paskudnej rzeczy z własnej woli sprawia, że smakuje ona nam bardziej, niż gdy zjemy ją pod przymusem, nie mając innego wyjścia, albo z grzeczności

- Badani, którzy jedli smażone koniki polne na prośbę nielubianego wykładowcy (wymuszona uległość), uważali, że są one smaczniejsze, niż ci, którzy ulegali prośbie lubianego wykładowcy[7]. Dzieje się tak, bowiem osoby czyniące zadość prośbie lubianego wykładowcy, mogą sobie powiedzieć: „Jem tego okropnego konika, bo nie chcę sprawić przykrości miłemu człowiekowi” (uzasadnienie zewnętrzne). Inaczej przebiega myślenie wtedy, gdy ulegamy prośbie nielubianej osoby. Powiedzenie sobie: „Wziąłem niejadalnego owada do ust, bo prosił mnie o to wykładowca, którego nie lubię” jest silnie dysonansowe – kłóci się z obrazem siebie jako istoty racjonalnej, postępującej zgodnie ze swoimi myślami. Sposobem redukcji dysonansu jest tu przekonanie siebie, że „Pasikonik jest smaczny”, co rozsądnie usprawiedliwia własny czyn.
- Podpisanie listy zwolenników jakiegoś kandydata politycznego sprawia, że zaczynamy go bardziej lubić oraz popierać, nawet jeśli wcześniej był nam obojętny[8]. Dobrowolne pójście na wiec wyborczy zwykle nastraja pozytywnie do kandydata, który na nim występuje.
- Grożenie dzieciom silną karą nie obniża częstości zakazywanych zachowań wtedy, gdy groźba kary znika. Jeśli dziecku grozi się słabą karą (wystarczającą do tego, by zaniechało czynności, lecz niewystarczającą, aby zaczęło myśleć, że bardzo przestraszyło się kary), to zmienia ono swoją postawę wobec zakazanej czynności. Nie wykonuje jej nawet wtedy, gdy nie jest już zagrożone karą[9]. Zachowanie jest hamowane, ponieważ dziecko nie może sobie powiedzieć: „nie robię tego, bo się boję kary” – kara jest zbyt łagodna (niewystarczające uzasadnienie zewnętrzne). Toteż przekonuje siebie, że hamuje swoje działanie, bo „nie chce” wykonywać zakazanej czynności (co ma długotrwałe skutki).
- Słabe nagrody (zbyt słabe, aby mogły być rozumiane jako wystarczające uzasadnienie zewnętrzne swojego zachowania) prowadzą do zmiany postawy wobec wykonywanego zachowania na bardziej akceptujące[10], pod warunkiem, że istnieje początkowa motywacja do wykonywania tych zadań. (Wykonywanie zadań, których się nie lubi, bez nagrody nie podnosi skłonności do ich powtarzania.)
- Silne nagrody (uzasadnienie zewnętrzne) wręczane za wykonywanie czynności, które i tak się lubi, prowadzą do utraty przyjemności związanej z wykonywaniem tych czynności[11].

#### Niewystarczające uzasadnienie zewnętrzne?
Według potocznych przekonań ludzie robią to, co myślą. Teoria dysonansu poznawczego postuluje, że gdy w sytuacji wolnego wyboru postępujemy niezgodnie z naszymi postawami, to postawy zostaną dostosowane do naszych zachowań. Ludzie myślą tak, aby to było zgodne z ich zachowaniem.
Warunkiem dostosowania postawy do zachowania jest przekonanie o tym, że dokonało się wolnego wyboru (brak „wystarczającego uzasadnienia zewnętrznego dla swojego postępowania”). Wykonywanie czynności niezgodnej z przekonaniami pod przymusem, z powodu groźby, w sytuacji braku wyboru lub wtedy, gdy możemy uzyskać dużą nagrodę (pieniądze, pochwałę, aprobatę, na której nam zależy itp.) lub też uniknąć kary, nie prowadzi do dysonansu i w związku z tym nie pojawia się wtedy zmiana postaw.
Trudno odpowiedzieć, co decyduje, że dana sytuacja jest niewystarczającym uzasadnieniem zewnętrznym, bowiem przeżywanie np. nagród jako silnych lub słabych jest związane z wcześniejszymi doświadczeniami, aktualną sytuacją, potrzebami, ilością dostępnych, alternatywnych wzmocnień, relacją między osobą karaną i karzącą itp. Od tych i innych zmiennych zależy sposób przeżywania nagrody lub kary jako silnej (wystarczającej jako uzasadnienie zewnętrzne).

### Dysonans poznawczy a myślenie racjonalne

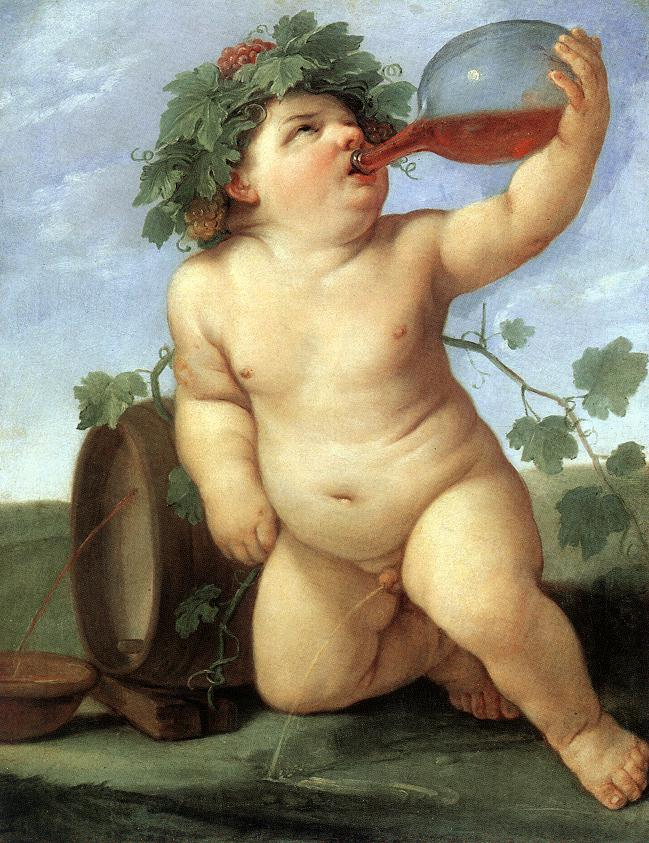
Osoby nadużywające alkoholu są przekonane, że piją mniej, niż piją naprawdę

Dysonans poznawczy może upośledzać myślenie racjonalne. Antycypacja napięcia dysonansowego prowadzi do unikania myślenia o pewnych kwestiach, bowiem mogłyby to doprowadzić do pojawienia się „nieprzyjemnych” wniosków. Na przykład palacze zwykle są przekonani, że palą mniej niż rzeczywiście palą, a nieleczący się alkoholicy uważają, że nie mają rzeczywistego problemu z piciem (zobacz: choroba alkoholowa).
Istnieje także bardziej subtelny wpływ dysonansu poznawczego na zdolności do racjonalnego myślenia.
Eksperyment. Badani proszeni byli o wypełnienie ankiety, która mierzyła ważne dla nich postawy (tu stosunek do segregacji rasowej). Następnie wręczano im listę argumentów za i przeciw segregacji. Listy były tak skonstruowane, że zawierały zarówno rozsądne, jak i głupie argumenty popierające oba stanowiska. Badacze zastanawiali się, w jaki sposób ludzie będą zapamiętywać te argumenty. Okazało się, że zapamiętywanie przedstawionych racji związane było z własnym poglądem na dane zagadnienie. Badani zapamiętywali rozsądne argumenty, zgodne z ich stanowiskiem i głupie argumenty strony przeciwnej.
Gdyby ludzie myśleli racjonalnie, to nie powinni zapamiętywać nierozsądnych argumentów. Ewentualnie zapamiętywaliby taką samą liczbę argumentów popierających oba stanowiska (bez względu na swoje poglądy). Pamięć badanych była tu jednak pod wpływem dysonansu poznawczego, tak jak gdyby chcieli dojść do wniosku, że: „Wszyscy mądrzy ludzie myślą tak jak ja, a niemądrzy myślą inaczej”. Gdyby badani zapamiętywali racje inaczej (wszystkie nierozsądne argumenty popierające ich przekonania i mądre przeczące tym przekonaniom), to przeżywaliby silny dysonans „Mylę się, widocznie nie jestem taki mądry jak myślałem”. Aby uniknąć tego dysonansowego wniosku, następują odpowiednie zmiany w zapamiętywaniu.

#### Potwierdzanie oczekiwań jako redukcja dysonansu

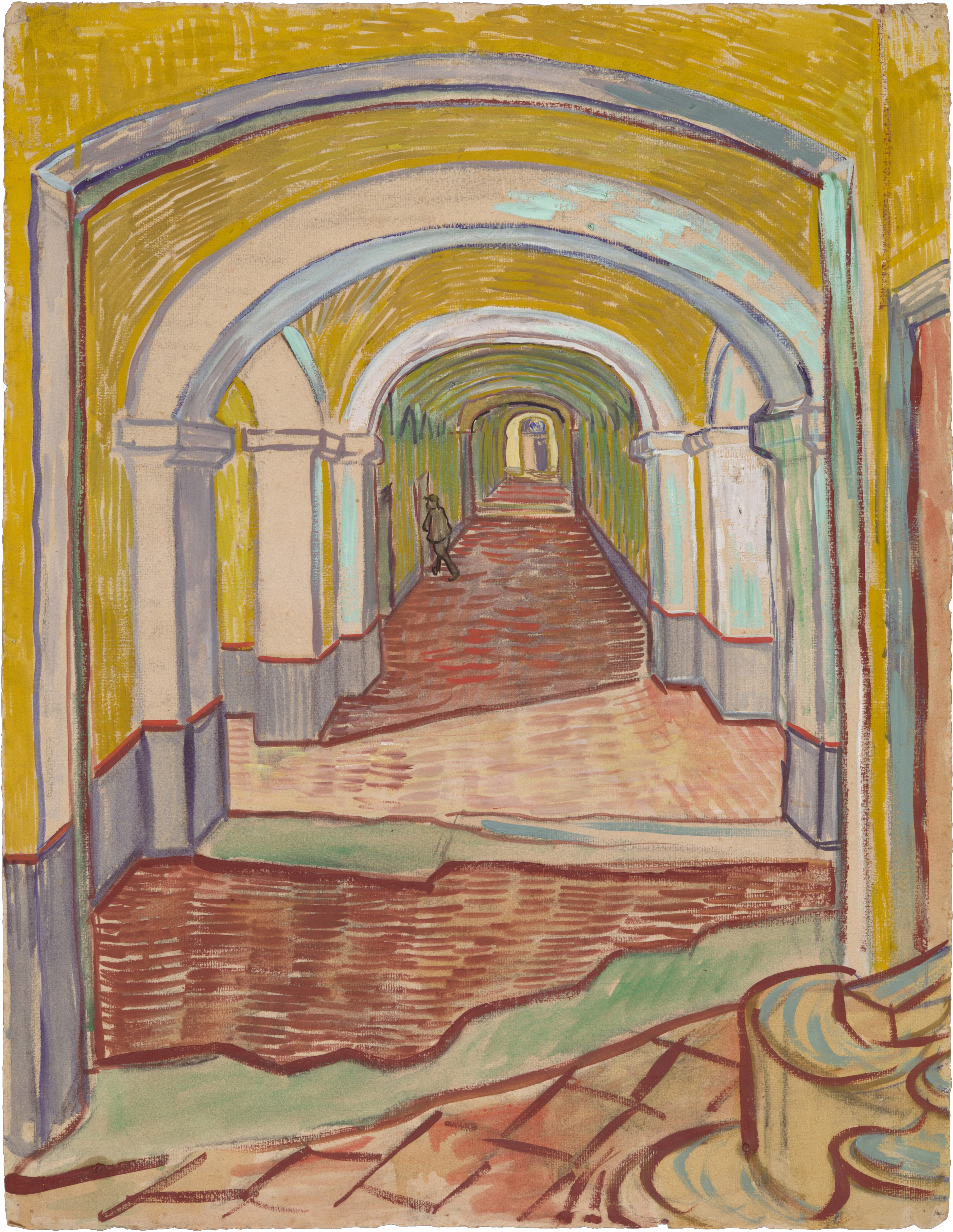
Zdrowa osoba umieszczona w szpitalu psychiatrycznym nie jest rozpoznawana przez personel jako symulant (Vincent van Gogh, Korytarz w szpitalu dla umysłowo chorych)

Powyższy eksperyment ujawnia bardziej ogólną skłonność ludzi do tendencyjnego sprawdzania hipotez. Oczekiwania na temat rzeczywistości (i innych ludzi) wpływają na przetwarzanie danych tak, aby oczekiwania te zostały potwierdzone (a nie sprawdzone).
Eksperyment. Badanym wręczano opisy osób, z którymi będą mieli za chwilę przeprowadzić wywiad. Połowa otrzymała opis osoby ekstrawertycznej, a połowa introwertycznej. Proszono, aby sprawdzili, czy opisy, które otrzymali zgadzają się z faktycznymi cechami tych ludzi. Następnie wręczano badanym listę pytań, z których mieli wybrać te, jakie następnie zadadzą swojemu rozmówcy, aby sprawdzić prawdziwość opisów. Okazało się, że badani mieli skłonność wybierać pytania, które potwierdzą ich nastawienia. Gdy badany czytał opis ekstrawertyka, chciał pytać o to: „Co zrobiłbyś, aby rozruszać towarzystwo na przyjęciu?”, ci, którzy byli przekonani, że będą rozmawiać z introwertykiem, chcieli zadawać mu pytania typu: „W jakich sytuacjach naprawdę trudno jest ci otworzyć się przed ludźmi?”. Zadanie tych pytań potwierdziłoby oczekiwania badanych, ale nie sprawdziło, czy opisy są prawdziwe (każdy człowiek, bez względu na swoją intro- czy ekstrawersję, może odpowiedzieć na oba te pytania). Pytaniami sprawdzającymi np. dla ekstrawertyka byłoby: „Czy jest ci trudno odezwać się do obcej osoby?” Eksperyment pokazuje ogólną skłonność raczej do potwierdzania niż sprawdzania hipotez, które sobie stawiamy.
Eksperyment. W innym badaniu wysyłano zdrowe osoby do szpitali psychiatrycznych. Miały one powiedzieć, że słyszą głosy, a następnie nie wykazywać jakichkolwiek innych objawów psychotycznych. W szpitalu miały zachowywać się normalnie. U żadnej osoby personel nie wykrył symulacji. Badani byli zwalniani ze szpitala z diagnozą „Schizofrenia w stanie remisji”. Trudność w wykryciu symulantów jest jednak związana z wieloma czynnikami, nie tylko dysonansem poznawczym.
Efekt oczekiwań może być bardzo trudny do wykrycia. W jednym z eksperymentów okazało się, że osoby wykonujące test uzyskują odmienne wyniki w zależności od tego, czy lektor czytający instrukcję (nagrany na taśmę magnetofonową) ma wysokie, czy też niskie oczekiwania co do wyników jakie badani uzyskają w tym teście.
Tego typu „myślenie konfirmacyjne” pojawia się nie tylko w potocznym rozumowaniu, ale także podczas sprawdzania hipotez naukowych (zobacz też: efekt Pigmaliona, efekt Galatei, samospełniająca się przepowiednia). Jego przeciwieństwem jest „myślenie falsyfikacyjne”.
Ludzie łatwiej zapamiętują, przechowują i przypominają sobie argumenty, które umiarkowanie pasują do ich przekonań (schematów poznawczych). Informacje zupełnie sprzeczne z utrwalonymi schematami w sytuacjach życiowych są zapamiętywane gorzej. Dzieje się tak z pewnymi nieistotnymi tutaj wyjątkami. W związku z tym przekonania wydają się subiektywnie oparte na obiektywnych danych, choć w istocie rzeczy dane te są filtrowane i zniekształcone. Informacje niepasujące do przekonań są bagatelizowane, niezauważane, lekceważone, traktowane jako mniej istotne i częściej odrzucane.

### Dysonans podecyzyjny

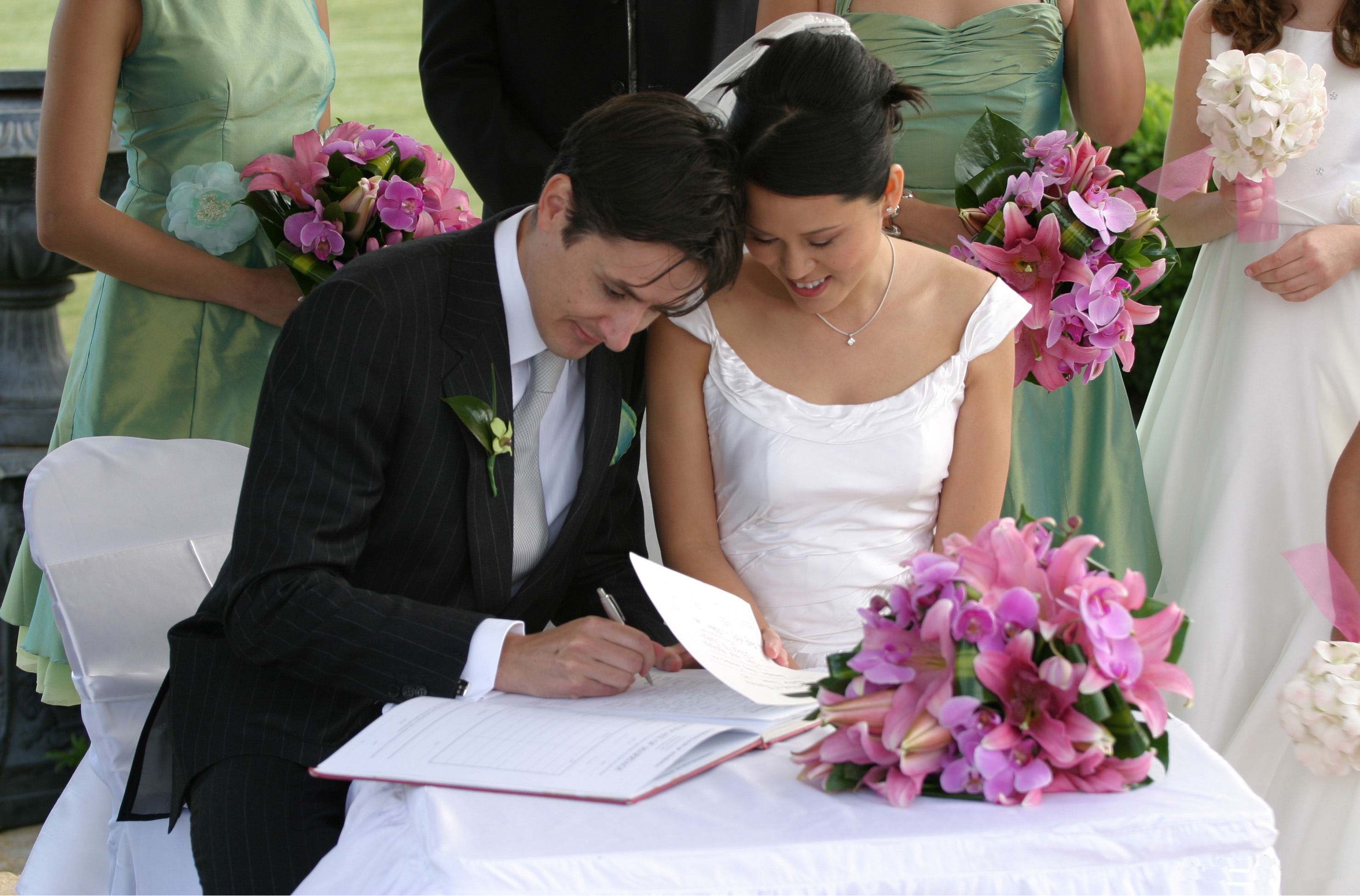
Po dokonaniu wyboru, zwłaszcza gdy jest on nieodwracalny, zanika skłonność do realistycznego oceniania alternatywy, przed którą staliśmy. Człowiek zaczyna podkreślać zalety dokonanego wyboru i wady odrzuconej opcji.

Inną ważną klasą zachowań, które jest w stanie wyjaśnić teoria dysonansu poznawczego, są następstwa podejmowania decyzji. Każda ważna decyzja, dokonywana w warunkach poczucia swobody wyboru, nieuchronnie prowadzi do pojawienia się dysonansu.
Ważna decyzja to taka, w której 1) podmiotowi zależy na dokonaniu dobrego wyboru; 2) podjęcie decyzji nie jest oczywiste (czyli wybór nie polega na tym, czy wybrać „dobre, słuszne i przyjemne”, czy może „złe, głupie i przykre”), co implikuje wahanie (jest tak, bowiem każda opcja do wyboru ma zarówno swoje plusy, jak i minusy); 3) jednostka ma poczucie swobody i 4) decyzja jest nieodwracalna (wtedy dysonans jest najsilniejszy).
Przykład. Mam szansę kupić:
1. stary dom, daleko od miasta z malutkim ogródkiem, w złym stanie i wymagający dużych nakładów dodatkowego kapitału. Albo też
2. luksusowe mieszkanie w świetnym stanie, duże, w centrum miasta, ale przy bardzo ruchliwej ulicy.
Obie z możliwych opcji mają swoje plusy i minusy.

Eksperyment. Badacze prosili gospodynie domowe, aby oceniły różne przedmioty domowego użytku (były to różne roboty kuchenne) na skali od najmniej do najbardziej pożądanego. Następnie dano im możliwość wyboru między 5. i 6. przedmiotem w hierarchii – mogły zabrać go do domu (były to przedmioty bardzo podobnie oceniane). Po dokonaniu wyboru proszono jeszcze raz (po upływie 20 min) o ocenę robotów kuchennych. Za drugim razem kobiety podnosiły ocenę robota, który wybrały i znacząco obniżały ocenę tego, który odrzuciły.
Przed podjęciem decyzji ludzie rozważają dylemat w sposób racjonalny – rozważają wszystkie „za” i „przeciw”. Po podjęciu decyzji pojawia się dysonans związany z tym, że zawsze odrzucona opcja ma swoje plusy, a przyjęta ma swoje minusy: „Jestem rozsądnym, inteligentnym i rozumnym człowiekiem, a być może podjąłem błędną decyzję”. Aby uniknąć dysonansu ludzie uwypuklają zalety dokonanego wyboru oraz wady odrzuconej opcji. Może to prowadzić także do przekonywania innych o tym, że powinni podjąć podobne decyzje, bowiem jeśli inni zachowają się w taki sam sposób jak my, daje to człowiekowi poczucie dokonania słusznego wyboru (zobacz także: społeczny dowód słuszności i konformizm informacyjny, przykład „nawracania innych” motywowany dysonansem – zobacz obserwacja uczestnicząca).

### Dysonans poznawczy a uzasadnienie wysiłku
Jeszcze innym obszarem zachowań człowieka, w którym teoria dysonansu poznawczego tworzy oryginalne przewidywania, jest dążenie ludzi do określonych celów. Teoria przewiduje, że im więcej wkłada się wysiłku w osiągnięcie jakiegoś celu, tym wyżej będzie się go cenić. Wywołuje bowiem silny dysonans konstatacja, że wiele poświęciliśmy dla osiągnięcia celu, który nie był tego wart. Ten sam cel osiągnięty bez wysiłku powinien być oceniany jako mniej wartościowy.
Eksperyment. Dziewczętom powiedziano, że będą mogły uczestniczyć w grupie dyskusyjnej (dyskutującej na tematy seksualne), ale najpierw muszą przejść „odpowiednią selekcję”, aby sprawdzić, czy nadają się na członków tej grupy. Część z nich czytała sprośne słowa w obecności obcego mężczyzny (musiały pokonać duży wstyd i opór). Część czytała słowa związane z seksem, ale nie sprośne (łagodna inicjacja), część dostawała się do grupy bez żadnych warunków wstępnych (grupa kontrolna). Następnie dziewczęta miały oceniać dyskusję grupy, do której rzekomo zostały „przyjęte” (dyskusja była nagrana, ale one przekonane były, że słuchają jej na żywo. Rozmowa celowo była napuszona i potwornie nudna). Młode kobiety oceniały dyskusję jako tym ciekawszą, im trudniejszą inicjację musiały wcześniej przejść. Osoby z grupy kontrolnej oceniały dyskusję jako nudną stratę czasu.
Przykłady.

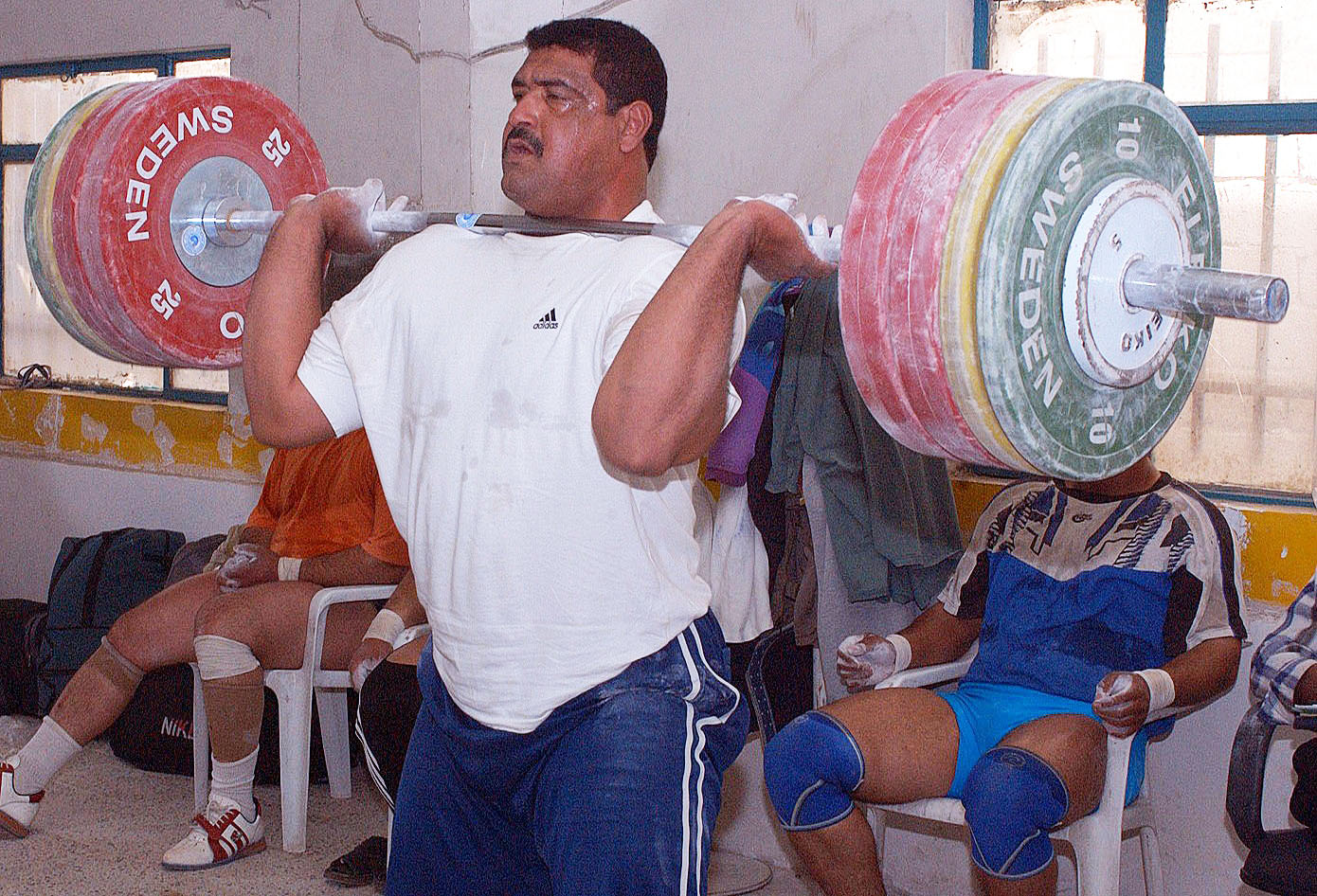
Jeśli działanie, w które zaangażowaliśmy się dobrowolnie, kosztuje nas wiele wysiłku, poświęceń, cenimy je wyżej

- Rytuały inicjacyjne sprawiają, że ludzie bardziej cenią uczestniczenie w grupach po tym, jak musieli znieść nieprzyjemne lub groźne zdarzenia (podnosi się spójność grupy). Taką rolę mogą spełniać inicjacje przejścia np. od wieku młodzieńczego do dorosłego, „fala” w wojsku, pasowanie na rycerza, inicjacja masońska itp.
- Byłoby silnie dysonansowe jednoczesne utrzymywanie przekonań: „Wkładam w pisanie Wikipedii tyle czasu i wysiłku, robię to za darmo i kosztem innych moich celów” oraz „Wikipedia jest przedsięwzięciem bezsensownym, nieistotnym, zbędnym i głupim”. W związku z tym osoby, które wkładają w tę działalność wiele wysiłku, będą też przekonywać siebie (bardziej niż inni), że jest to działanie wyjątkowo ważne i sensowne.
- Techniki tej używa się niekiedy w terapii psychologicznej. Jeśli dana osoba znosi bardzo trudne lub upokarzające sytuacje (np. jest poddana silnemu stresowi lub wysiłkowi, dużo płaci itp.) i jest przekonana, że poddaje się im z własnej woli, po to aby pozbyć się objawu, poprawa jej stanu jest większa niż wtedy, gdy przechodzi te same procedury terapeutyczne, ale bez aktu wcześniejszej dobrowolnej deklaracji chęci uczestniczenia w owych przykrych procedurach[20].

### Dysonans poznawczy a okrucieństwo i zachowania moralne
Popełnienie złego i niemoralnego czynu wywołuje silny dysonans poznawczy. Taki czyn jest bowiem w dużej sprzeczności z przekonaniem o tym, że jest się z gruntu dobrą i moralną osobą. Niemoralne czyny wywołują silny niepokój, bowiem sugerują, że przekonanie, iż jest się dobrą osobą, jest złudzeniem.
Po wyrządzeniu innej osobie krzywdy jednym ze sposobów złagodzenia dysonansu jest przypisanie ofierze jak największej odpowiedzialności za to, czego doznała. Jeśli ofiara jest zła i zasłużyła na krzywdy, które jej wyrządzono – poczucie dysonansu łagodnieje.
Eksperyment. Studenci byli proszeni przez osoby uważane za autorytety, aby zaaplikowali wstrząsy elektryczne innym ludziom (w takiej sytuacji ludzie podporządkowują się łatwo – zobacz eksperyment Milgrama). Po tym czynie badani zaczęli negatywnie oceniać swoje ofiary.

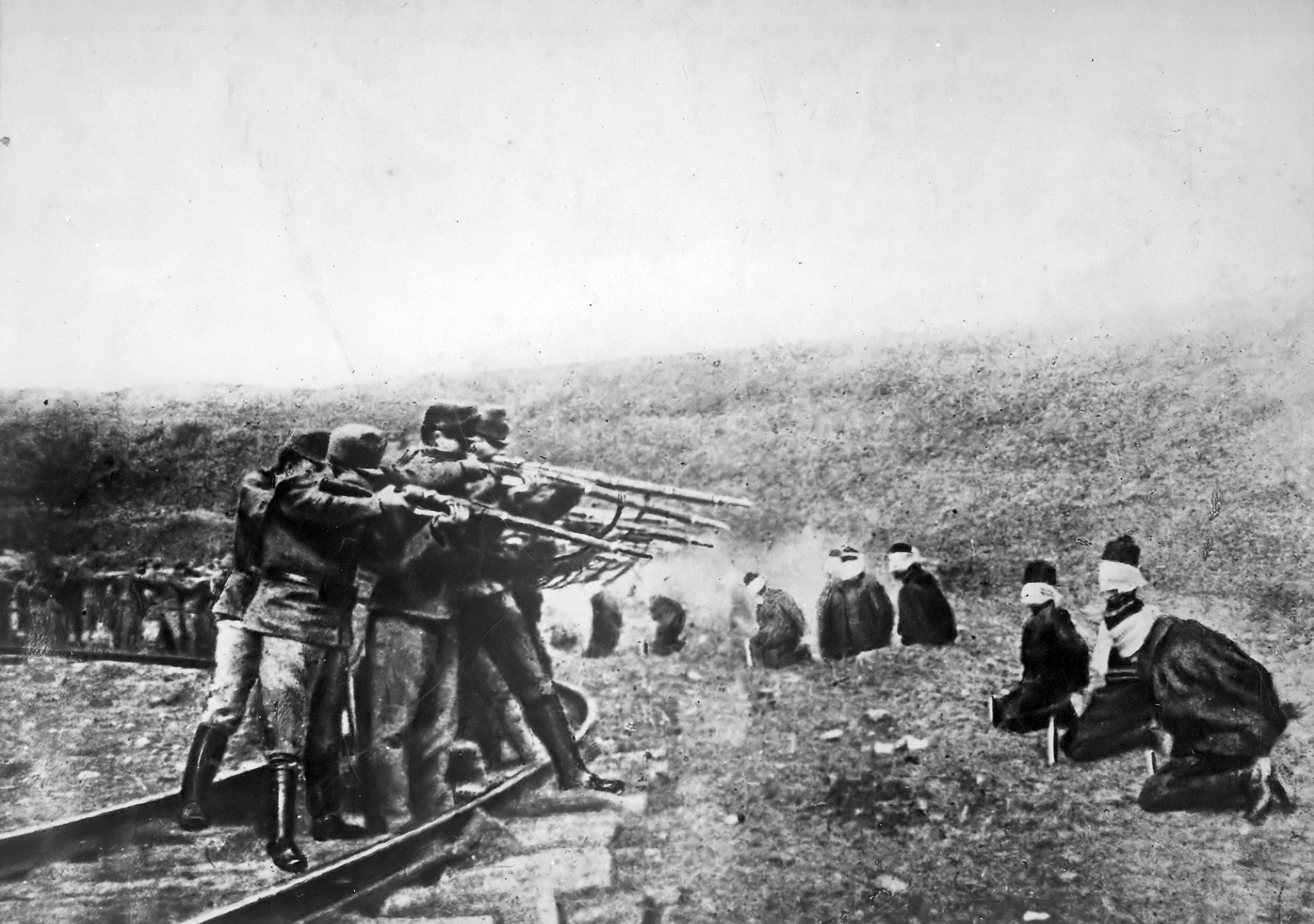
Wyrządzenie krzywdy nasila skłonność do potępienia ofiary

Skłonność do obwiniania ofiary nie występuje u ludzi z niską samooceną. W takiej sytuacji nie pojawia się bowiem dysonans poznawczy. „Jestem zły, dlatego robię źle”. Paradoksalnie ludzie, którym zależy na pozytywnym obrazie własnej osoby, mają skłonność potępiać ofiary swoich złych uczynków.
Skłonność do obwiniania ofiary nie pojawia się również wtedy, gdy ofiara może wziąć na nas odwet. W odmianie eksperymentu opisanego wyżej połowie osób badanych zapowiedziano, że po tym jak zaaplikują wstrząsy innej osobie, nastąpi zmiana ról i będą przez nią rażeni prądem. W takiej sytuacji nie pojawiła się skłonność do obwiniania ofiary. Dysonans został zredukowany poprzez informację, że ofiara może się odwzajemnić. Jest to jeden z powodów poszukiwania w prześladowanych grupach społecznych (np. Żydach) ukrytej mocy i przypisywaniu im np. znaczącej władzy.
Mamy najsilniejszą skłonność potępiać ofiary naszych okrutnych czynów wtedy, gdy są one bezbronne i nie zasłużyły na okrucieństwo, którego doznały.
Tendencja do potępiania ofiar okrutnych czynów pojawia się także, jeśli tylko słyszymy, że komuś wyrządzono okrutną rzecz, i jednocześnie sympatyzujemy z prześladowcą, np. dlatego, że należy do naszej narodowości lub jest szanowaną osobą. Dysonans pojawia się również wtedy, gdy tylko myślimy o wyrządzeniu komuś krzywdy. W takich warunkach pojawia się również skłonność do potępiania ofiary i szukania w niej winy.
Okazało się, że chwilowe obniżenie samooceny podwyższa skłonność do łamania zasad, oszukiwania i zachowania niemoralnego (zgodnie z teorią – zachowanie moralne u osoby niemoralnej jest dysonansowe). Osoby o niskiej samoocenie nie mają skłonności do potępiania ofiar swoich złych lub okrutnych działań, ale jednocześnie nie mają oporów przed popełnianiem takich czynów. Ludzie z wysoką samooceną mają większe opory przed popełnianiem czynów złych, ale gdy już się to stanie, są skłonni potępiać swoje ofiary (lub racjonalizować swoje postępowanie) w celu chronienia własnej samooceny.

#### Przykłady łagodzenia dysonansu związanego z robieniem okrutnych rzeczy
- Żołnierze na froncie są skłonni do dehumanizowania swoich ofiar i traktowania ich jako podludzi. „Żółtki”, „żydzi”, „komuchy”, „burżuje”, „naziści”, „rosjanie” itd. Prowadzi to do zwiększenia prawdopodobieństwa, że wyrządzi się im krzywdę ponownie (zobacz także: stereotypizacja wroga).
- Żebrak, któremu nie damy pieniędzy, mimo że nas o to prosi, jest oceniany jako „darmozjad i pijak sam winny swojej biedzie”.
- Obrażenie innej osoby pociąga skłonność do obwiniania jej i nakręcanie spirali wzajemnych oskarżeń (zobacz np. prawo Godwina).
- Potępianie grup mniejszościowych, a następnie przypisywanie im złych cech moralnych i sprawnościowych.

#### Dysonans poznawczy a czyny moralne
Wyświadczenie drugiej osobie przysługi i wyrządzenie jej przyjemności sprawia, że może się również pojawić dysonans, jeśli osoba ta jest przez nas nielubiana lub obojętna: „Dlaczego spełniam prośby tego człowieka, chociaż go nie lubię? Czyżbym był głupcem?” Aby uniknąć dysonansu po wyświadczeniu komuś przysługi, powiedzeniu komplementu, pożyczeniu pieniędzy, poświęceniu się dla kogoś „dodajemy” jeszcze sympatię do wyświadczonej przysługi. Jest to podstawą jednej z technik manipulacyjnych: „Chcesz aby ktoś cię lubił, spraw, aby coś dla ciebie zrobił”.

### Techniki manipulacji
Istnieje kilka technik manipulacyjnych opracowanych w oparciu o teorię dysonansu. Najpopularniejsze to: stopa w drzwi (występująca też w postaci zmasowanej – „dwie stopy w drzwiach”), technika scenariusza, niska piłka, drzwiami w twarz.
Wszystkie one wykorzystują napięcie dysonansowe, które wiąże się bądź to z odmawianiem osobom, które nas o coś proszą (drzwiami w twarz), bądź to wywołują zaangażowanie (stopa w drzwi, niska piłka), bądź też stwarzają iluzję istnienia okazji, z której nie warto rezygnować (technika scenariusza).
Zaangażowanie się w działania również ma moc wywoływania dysonansu. Po drobnych poświęceniach jesteśmy coraz to mniej skłonni do wycofania się z tego działania. Budziłoby to dysonans „tyle poświęciłem, a okazuje się to niewarte moich wysiłków? Skąd, to jest warte dalszych wysiłków!”, „Jeśli powiedziałeś A, musisz powiedzieć B” – i zaangażowanie rośnie.
Tworzenie zaangażowania wykorzystywane jest np. w przyciąganiu nowych członków do sekty (i utrzymywaniu dotychczasowych). Członkowie sekt, którzy dokonali coraz to większych poświęceń „nie mają wyjścia” – muszą kontynuować swoje zaangażowanie nawet aż do samobójstwa (zobacz np. Świątynia Ludu, David Koresh, Wrota Niebios), inaczej dysonans byłby bardzo silny.

## Rozwój teorii i kontrowersje
Festinger pierwotnie definiował dysonans jako niezgodność „między dwoma elementami poznawczymi”, z milczącym założeniem, że nie jest istotne, czego dotyczą owe „elementy poznawcze”. Do wzbudzenia dysonansu wystarczała sama niezgodność poznawcza.
Dzisiaj wiadomo, że tak nie jest. Ludzie mają różne elementy poznawcze, które logicznie nie są ze sobą zgodne, a mimo to nie wzbudzają dysonansu. Na przykład ktoś może uważać, że jest punktualną osobą, ale spóźnia się zwykle do kościoła itp. Nie chodzi więc tu o niezgodność w sensie logicznym. Dysonans wzbudzany jest także przez twierdzenia, które w sensie logicznym nie muszą być w sprzeczności (nie są w logicznej sprzeczności twierdzenia: „Palenie jest szkodliwe” i „Palę papierosy”).
Obecnie definiuje się „niezgodność poznawczą” nie w sensie logicznym, ale psychologicznym – czyli jest to istnienie takich twierdzeń czy elementów poznawczych, z których wynikają sprzeczne zachowania lub oceny.
Szybko okazało się także, że dysonans wzbudzany jest przede wszystkim wtedy, gdy niezgodność dotyczy w jakimś stopniu obrazu własnej osoby (jako pierwszy badania na ten temat prowadził Andrzej Malewski).
Doniosłe znaczenie ma tu samoocena. Przede wszystkim osoby o wysokiej samoocenie (i te którym bardzo zależy na wysokiej samoocenie) przeżywają silny dysonans, gdy uczynią rzecz złą lub głupią. Dysonans pojawia się więc w takich sytuacjach, które naruszają samoocenę i dobre samopoczucie.
Nie rozstrzygnięto (2007), co decyduje, który z dwóch elementów poznawczych zostaje poddany „obróbce i modyfikacji”. Dlaczego niektórzy palacze, dowiadując się o szkodliwości palenia, odrzucają palenie, a inni odrzucają informacje na temat szkodliwości? Jednym ze sposobów wybrnięcia z tej trudności jest twierdzenie, że zmianie ulega ten element poznawczy, który jest bardziej podatny na zmianę. Jest to jednak twierdzenie uwikłane w logiczne błędne koło – (element bardziej podatny na zmianę ulega modyfikacji. A skoro ulega modyfikacji, to znaczy, że jest bardziej podatny na zmianę).

### Dysonans poznawczy a teoria autopercepcji
Daryl Bem sformułował konkurencyjną wobec teorii dysonansu teorię autopercepcji. Twierdzi się w niej, że ludzie dokonują zmiany postaw, że przeżywają przykre napięcie motywacyjne i starają się go uniknąć, ale dlatego, że obserwują swoje zachowania i wnioskują z nich o własnych postawach i cechach.
Przykład. Jeśli będziemy widzieć obcą osobę, która wiele czasu przeznacza na tworzenie pewnego projektu (np. pisząc w internecie) i nie dostaje za to żadnego wynagrodzenia, dojdziemy do wniosku, że ta osoba to lubi. Według teorii autopercepcji podobny proces zachodzi wtedy, gdy ludzie rozmyślają o własnej osobie: „Skoro poświęcam na to dużo czasu, za darmo, to znaczy, że to lubię”.
Teoria autopercepcji potrafi wyjaśnić w prostszy sposób większość eksperymentów stworzonych w oparciu o teorię dysonansu (prostota jest zaś cechą pożądaną w teorii naukowej – zobacz np. brzytwa Ockhama). Pojawiło się w związku z tym pytanie o to, która z teorii bardziej adekwatnie tłumaczy zaobserwowane fakty.
Kluczowe jest tu pojęcie napięcia motywacyjnego. W teorii Bema zmiana postaw nie jest związana z napięciem motywacyjnym. W teorii dysonansu poznawczego napięcie motywacyjne jest przyczyną zmiany postaw.

### Dysonans jako napięcie motywacyjne
Badacze wnioskowali, że jeśli istotą motywacji sprawiającej, że człowiek unika dysonansu, jest napięcie emocjonalne, powinno dać się je wykryć. Ponadto jeśli człowiek będzie w stanie przypisać swoje napięcie innym niż niezgodność poznawcza czynnikom, to mechanizmy niwelowania dysonansu nie powinny zostać uruchomione (nie zaobserwujemy zmiany postawy, mimo pojawienia się napięcia).

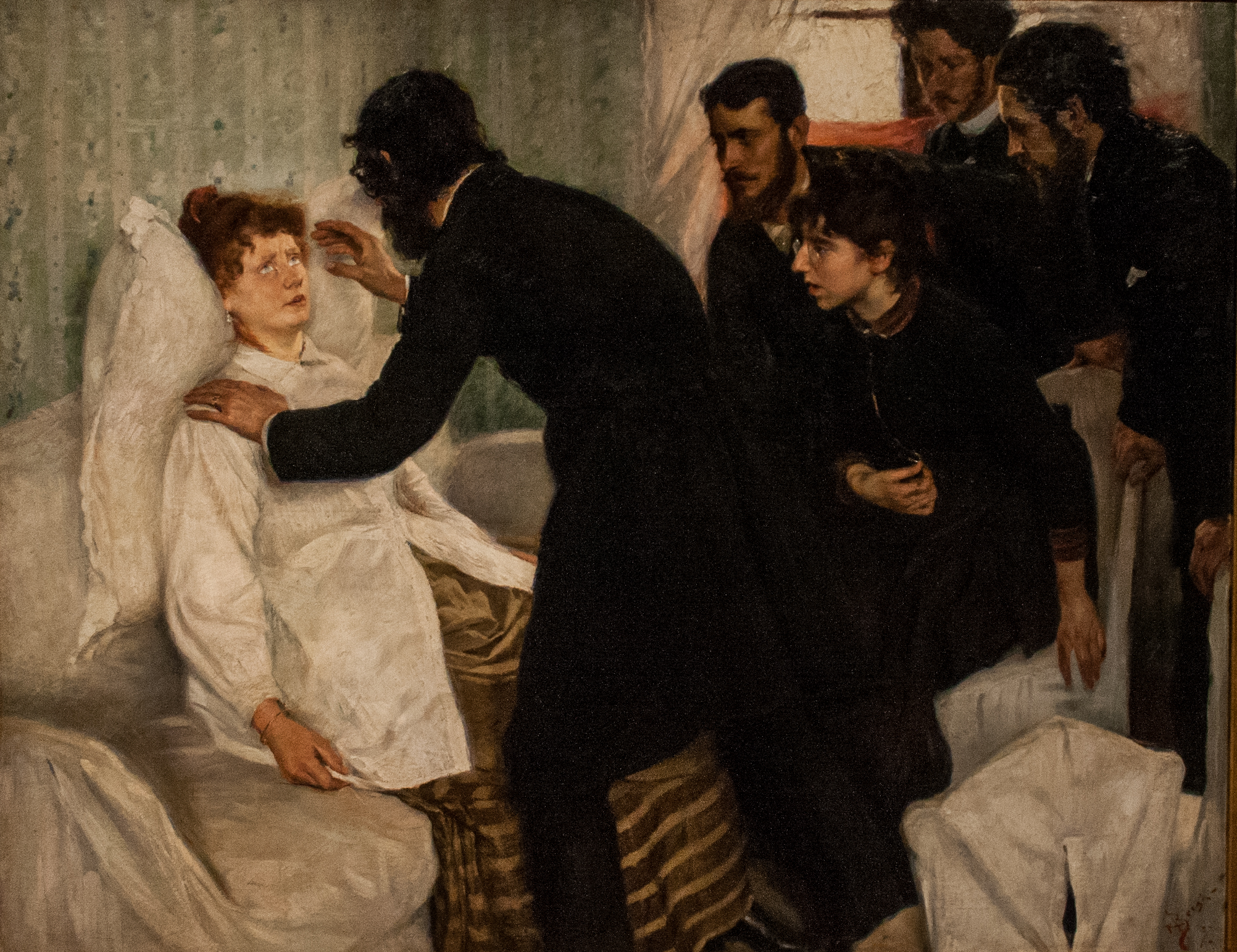
Dysonans poznawczy może zmieniać odczucia fizjologiczne w podobnym stopniu co sugestia hipnotyzera lub placebo, nawet u ludzi, którzy nie mają żadnych szczególnych umiejętności z zakresu hipnozy ani medytacji.

Eksperyment. Osobom badanym podano pigułkę, która nie wywoływała żadnych zmian fizjologicznych (placebo). Część osób okłamano, mówiąc im, że będą odczuwali przykre pobudzenie, innym badanym powiedziano prawdę, jeszcze innych okłamano, że będą czuli się zrelaksowani. W następnej fazie eksperymentu badani mieli wykonywać czynności niezgodne ze swoimi postawami (tu: pisać argumenty na rzecz opcji, z którą się nie zgadzają), co wywołuje dysonans. Okazało się, że osoby, przypisujące swoje pobudzenie zażyciu tabletki, nie zmieniły zupełnie swoich postaw. Postawy osób, którym mówiono prawdę (umiarkowany dysonans), zmieniły się w kierunku wykonywanego zachowania. Osoby które sądziły, że powinny być zrelaksowane (te przeżywały dysonans jako szczególnie silny – „Tabletka wywołuje relaks, a ja czuję się źle, zatem bez tabletki czułbym się jeszcze gorzej”), najsilniej zmieniły swoje postawy.
Eksperyment pokazuje, że mechanizmem tłumaczącym zmianę postawy jest przeżywanie napięcia fizjologicznego i (subiektywne) przypisanie go niezgodności poznawczej.
Ostatecznie uznaje się, że teoria dysonansu dobrze tłumaczy zmiany postaw wtedy, gdy dotyczy to w jakimś stopniu samooceny (tu napięcie jest najsilniejsze). We wszystkich innych przypadkach, gdy postawy zostają dostosowane do zachowań, lepsze zrozumienie odpowiedzialnych za to mechanizmów psychologicznych daje teoria autopercepcji. (zobacz także: teoria spostrzegania siebie).
Powyższy eksperyment pokazuje także, że napięcie dysonansowe może być rozładowane inaczej, niż przez zmianę postawy. Jeśli osoba badana myśli, że jej pobudzenie jest spowodowane pigułką, to nie zmienia swoich postaw. To odkrycie stało się początkiem dynamicznego rozwoju kolejnych teorii psychologicznych. (zobacz: model utrzymywania samooceny, teoria autoafirmacji).
Ciekawostka. Uśmierzenie bólu można uzyskać dzięki np. medytacji lub hipnozie, efektowi placebo, sugestii autorytetu (np. lekarza) itp. Taką moc ma także dysonans poznawczy. W pewnym badaniu nakłaniano ludzi do znoszenia bolesnych wstrząsów elektrycznych. Taka sytuacja (brak uzasadnienia zewnętrznego dla swojego wyboru) rodzi dysonans: „Zgodziłem się dobrowolnie na bezsensowne znoszenie silnego bólu”. Jednym ze sposobów złagodzenia tego dysonansu jest „przekonanie siebie”, że ból nie jest taki silny. Badacze taki właśnie efekt uzyskali – mimo że wstrząsy elektryczne były tak samo bolesne dla grupy eksperymentalnej (przeżywanie dysonansu) i kontrolnej (brak dysonansu), w grupie eksperymentalnej fizjologiczne wskaźniki bólu były słabsze (podobne wyniki uzyskano także dla odczuwania głodu i pragnienia).

## Inne teorie konfliktu wewnętrznego
- Teorie podnoszące rolę konfliktu wewnętrznego pojawiały się w psychologii od czasów Zygmunta Freuda. Jednym z podstawowych założeń psychoanalizy jest istnienie różnych warstw psychicznych, które wchodzą ze sobą w konflikt (zobacz np. id, ego, superego).
- Teorią akcentującą rolę zgodności poznawczej jest także teoria równowagi poznawczej stworzona przez Fritza Heidera.
- Teoria dysonansu w swoim centrum stawia niezgodność o charakterze poznawczym. Ludzie mogą jednak przeżywać także konflikty emocjonalne (zobacz np. ambiwalencja), konflikty między swoimi zasadami etycznymi a emocjami, popędami i pragnieniami i in.